# Drombulja
Drombulja, bronza ili brunda primitivno je samozvučno (idiofono) pučko glazbalo od nevelika željeznoga okvira nalik na potkovu i čelične opruge.
Drombulja se sastoji od savitljivog metalnog ili bambusovog jezička koji je pričvršćen na okvir u obliku potkovice. Ovaj jezičak svirač drži prstom dok je drombulja prislonjena na zube ili usta. Usna šupljina pritom služi kao rezonator, a položajem usana regulira se tonska visina. Tako se dobiva nota koja je uvijek iste visine, međutim, mijenjanjem količine zraka u ustima mogu se dobiti različiti alikvotni tonovi, te je tako moguće proizvesti jednostavne melodije. 
Na području bivše Jugoslavije ovo je glazbalo poznato po filmu Tko to tamo pjeva, gdje tijekom filma mlađi glazbenik svira drombulje, prateći starijeg koji svira harmoniku.
Često je glazbalo u tradicionalnoj glazbi Austrije, Indije, Jakutije, Kambodže, Kirgistana i Tuve.

## Vanjske poveznice
- The Jew's Harp Guild
- How to play and make jew's harp
- How to play the jew's harp (instructions with sound examples and remarks on the functioning of Jew's harps)
- A page on guimbardes from Pat Missin's free reed instrument website
- Origins of the Jew's Harp. A popular synopsis of the archaeological findings of Jew's harps combined with an extensive illustrated survey of the world distribution of different types
- Demir-xomus (Tuvan Jew's Harp) Demos, photos, folktale, and text